# ديف شيرر
ديف شيرر (بالإنجليزية: Dave Shearer)‏ (16 أكتوبر 1958 في المملكة المتحدة - 3 يوليو 2022) هو لاعب كرة قدم بريطاني في مركز الهجوم. لعب مع سكونثورب يونايتد وغريمسبي تاون ونادي بورنموث ونادي غيلينغهام ونادي ميدلزبره وويغان أتلتيك وبيلينغهام سينثونيا ‏ وكلاكناكودين ‏ ودارلينجتون إف سى.

## وصلات خارجية
- ديف شيرر على موقع قاعدة بيانات كرة القدم.إي يو (الإنجليزية)